# Adenopeltis serrata
Adenopeltis serrata är en törelväxtart som först beskrevs av William Townsend Aiton, och fick sitt nu gällande namn av Ivan Murray Johnston. Adenopeltis serrata ingår i släktet Adenopeltis och familjen törelväxter. Inga underarter finns listade i Catalogue of Life.